# Amy (canción de Green Day)
«Amy» es una canción de la banda de rock estadounidense Green Day, lanzada como tema final de su décimo álbum de estudio ¡Dos! (2012). Fue escrita por Billie Joe Armstrong, Mike Dirnt y Tré Cool, y la canción fue producida por Rob Cavallo. «Amy» es una balada acústica escrita en homenaje a Amy Winehouse y marcó un alejamiento del sonido típico de la banda.

## Trasfondo y composición

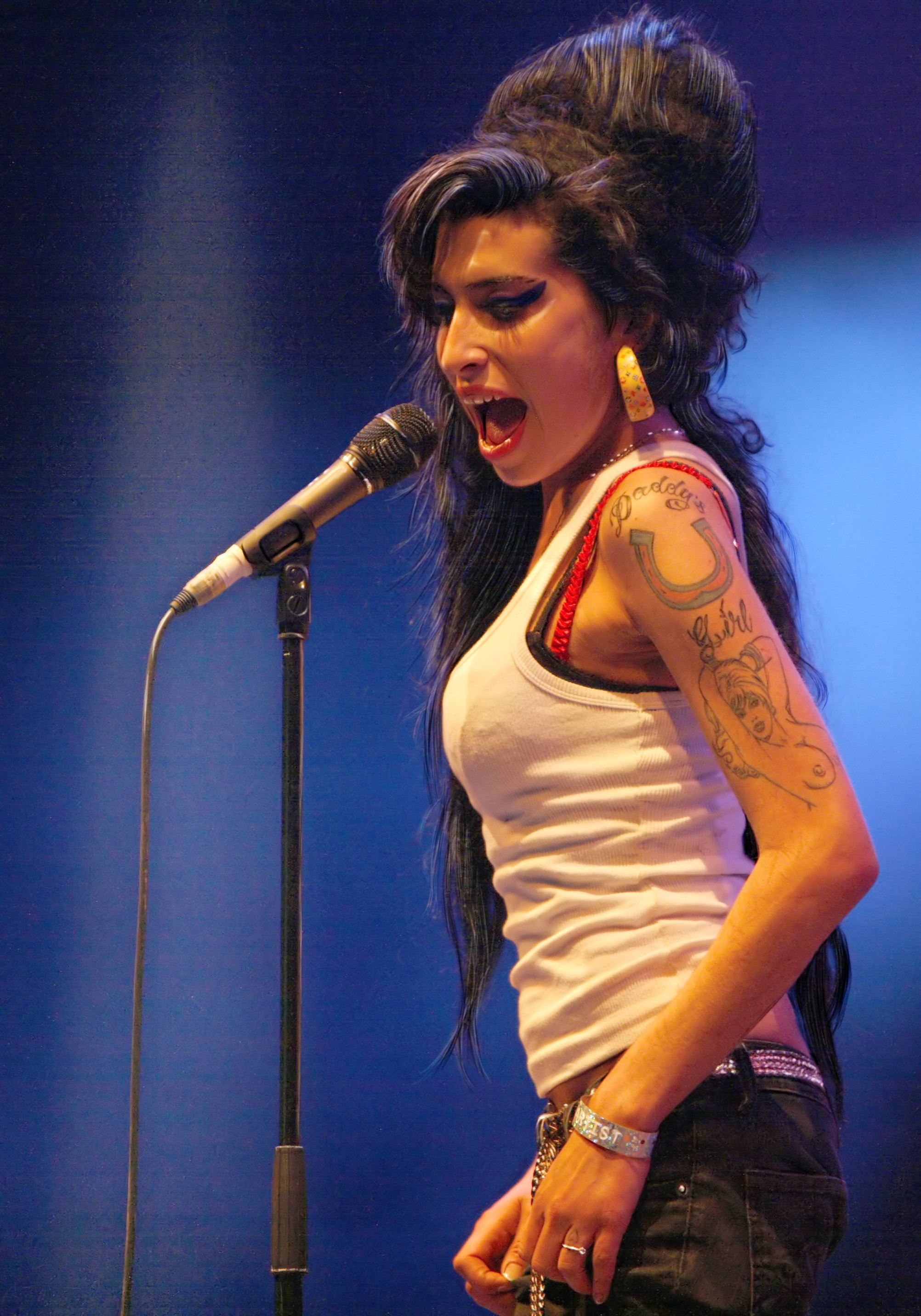
Amy Winehouse, a quien se escribió «Amy» en homenaje.

«Amy» fue escrita por Armstrong como un tributo a la cantante inglesa Amy Winehouse, quien murió por intoxicación alcohólica el 23 de julio de 2011. A pesar de que los dos artistas nunca se conocieron, Armstrong comentó que era fanático de la música de Winehouse y describió su muerte como «trágica». La canción se interpretó por primera vez en un espectáculo benéfico secreto en Costa Mesa, California, el 12 de agosto, menos de un mes después de la muerte de Winehouse, antes de ser lanzada oficialmente en su álbum de estudio ¡Dos! el 9 de noviembre de 2012.
La canción es una balada lúgubre que incorpora los estilos inspirados en el jazz de Winehouse a través de «trabajo de guitarra despojado» y «fingerpicking escaso» que recuerda a la música lounge. Debido a su contraste con las canciones anteriores de Green Day, y con las otras canciones de ¡Dos!, «Amy» ha sido comparada con «Good Riddance (Time of Your Life)» por su sonido acústico y naturaleza suave. Armstrong explicó esta diferencia al afirmar que el tono sombrío de la canción trata sobre las «consecuencias de la fiesta».

## Recepción
«Amy» ha recibido una recepción positiva desde su lanzamiento, con críticos calificándola de «conmovedora» y destacada en ¡Dos!. Rolling Stone describió a «Amy» como una «balada de soul con rayas de rímel ... donde Billie Joe Armstrong hace como la versión de parque de patinaje de Sam Cooke», mientras que The Guardian calificó la canción como un «tributo sorprendentemente conmovedor». Sin embargo, la canción también ha sido descrita por los críticos de Consequence como «incómoda».

## Créditos y personal
- Billie Joe Armstrong - productor, compositor
- Mike Dirnt - productor, compositor
- Tré Cool - productor, compositor
- Rob Cavallo - productor